# District de Dongzhou
Pour les articles homonymes, voir Dongzhou.
Le district de Dongzhou (东洲区 ; pinyin : Dōngzhōu Qū) est une subdivision administrative de la province du Liaoning en Chine. Il est placé sous la juridiction de la ville-préfecture de Fushun.